# Форикол

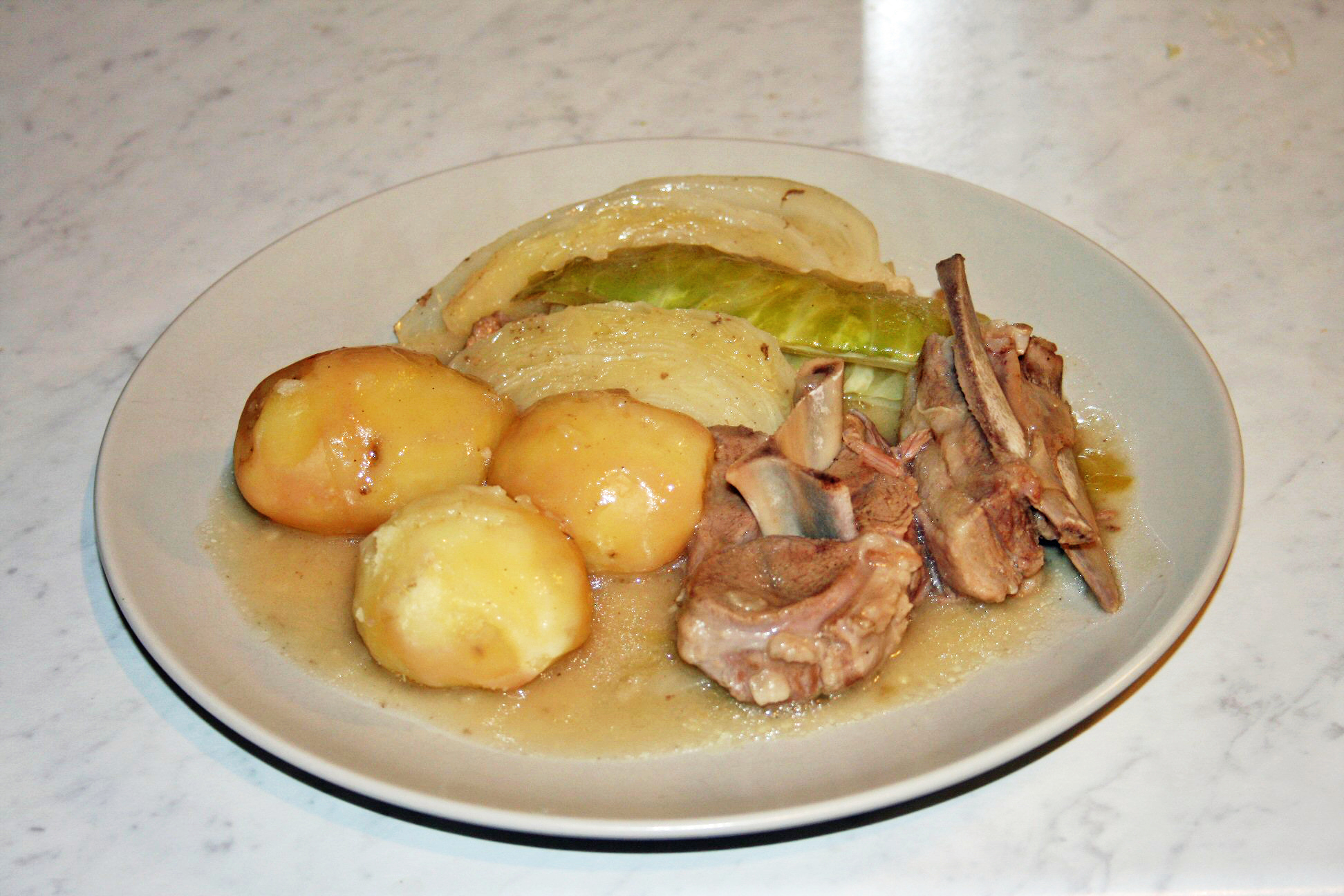
Форикол в тарелке

Форикол (норв. fårikål, дословно — овца в капусте) — одно из наиболее известных блюд норвежской кухни. Традиционными ингредиентами для его приготовления служат ягнятина с костью, крупные куски капусты, крупный чёрный перец и небольшое количество пшеничной муки, тушащиеся в кастрюле несколько часов. Гарнируется блюдо, как правило, картофелем, отваренным в мундире.
Согласно исторической традиции, блюдо принято готовить в сентябре, когда наступает «сезон молодых барашков». Последний четверг сентября в Норвегии считается национальным днём форикола.
Форикол — блюдо из западной части Норвегии, но сейчас распространено по всей стране.